# Železniško postajališče Ponikve na Dolenjskem
Železniško postajališče Ponikve na Dolenjskem oz. krajše Ponikve je eno izmed železniških postajališč v Sloveniji, ki oskrbuje bližnji naselji Gorenje Ponikve (kjer se tudi nahaja) in Dolenje Ponikve.